# Chrysozephyrus pseudoletha
Chrysozephyrus pseudoletha är en fjärilsart som beskrevs av Francis Gard Howarth 1957. Chrysozephyrus pseudoletha ingår i släktet Chrysozephyrus och familjen juvelvingar. Inga underarter finns listade i Catalogue of Life.